# Базь Любов Олександрівна
Любов Олександрівна Базь (нар. 30 липня 1991, Київ) — українська письменниця, авторка фентезійних романів та оповідань, перекладачка, активістка, літературознавиця, лекторка. Науковиця, з жовтня 2022 року секретар Ради молодих вчених Національної академії педагогічних наук України.

## Життєпис
З 2007 по 2013 роки навчалася у Національному університеті «Києво-Могилянська академія». Закінчила бакалаврську програму за спеціальністю «Філологія» та маґістерську програму «Філологія. Теорія, історія літератури і компаративістика» з відзнакою.
З 2010 року оповідання Любові Базь друкуються у підлітковому журналі «Однокласник». З 2017 року є другом журналу і веде у ньому щоквартальну рубрику «Аніме».
З 2018 року аспірантка та член Ради молодих вчених ІСПП НАПН України. Спеціалізація — соціальна психологія; психологія соціальної роботи. Бере участь у перекладах англійською мовою та редакції збірників наукових статей ІСПП НАПН України. 6 лютого 2020 року була нагороджена Подякою ІСПП НАПН України за активну участь у науковому та громадському житті Інституту.
Проводить лекції та заняття з письменництва, а також просвітницькі лекції, присвячені українській мові та літературі.
Книжки у перекладі Любові Базь включені як рекомендована література до мистецьких дисциплін Національного університету «Києво-Могилянська академія».
Засновниця українського видавництва «Моторний Равлик». Під час російського вторгнення в Україну, яке почалося 24 лютого 2022 року, видавництво на чолі із Любов'ю зайняло проукраїнську позицію, і долучилося до акції «Українським дітям — українську книгу», заснованої Держкомтелерадіо спільно з Офісом Президента України і Міністерством культури та інформаційної політики України.

## Літературна творчість
Любов Базь — володарка III премії літературного конкурсу «Смолоскип 2013» і допреміальної винагороди літературного конкурсу «Смолоскип 2018».
Авторка фентезійних романів для молоді «Vivat Academia!» та «De Profundis».
У 2018 році роман «De Profundis» переміг у конкурсі на грант від Президента України і був виданий КП "Редакція журналу «Однокласник». Примірники роману були безоплатно розіслані по центральних бібліотеках України. У 2019 році вийшов другий наклад роману, після чого відбулося кілька його презентацій, зокрема, у Києві 6 квітня 2019 року та 16 травня 2019 року, а також у Львові 21 вересня 2019 року в межах XXVI Форуму видавців.
Любов Базь є учасницею та фіналісткою конкурсів фантастичних оповідань від об'єднання «Зоряна фортеця». Учасниця літературних заходів у Києві, Львові, Дніпрі, Житомирі, Миколаєві, Запоріжжі, Яремче, Івано-Франковську, Чернівцях, Луцьку, Кам'янці-Подільському, Богуславі, Борисполі, Білій Церкві, Ірпені, Руській Поляні тощо.
Твори і літкритика друкувалися в різних ЗМІ, альманахах і антологіях (альманахи «Питання людяності», «Ступені свободи», «Крамничка жахіть. Том 2», «Нова проза», «Дивокрай», «Політ моїх думок», «Сузір'я», «Візерунки», «Зі мною завжди»; збірки «Теплі історії», «Проза кольорів», «Друзі наші незрадливі», видана у Видавництві Старого Лева, «Діточок багато», «Екзистенц_і_я. Один літній день», «Шодуарівська альтанка», «Агенція Незалежність»; антологія «Шлях (до) ромів»; журнали «Однокласник», «Світ Фентезі», газети «Вікенд», «День» та ін.).

## Лекційна діяльність
Публічні лекції про українську культуру та письменництво Любов Базь на волонтерських засадах читає з 2017 року.
Як лекторка та авторка — учасниця фестивалів «Форум видавців», «Книжковий Арсенал», «LiTerraCon», «Запорізька книжкова толока», «Kyiv Comic Con», «Dnipro Book Fest», «KyivSteamCon», «AKARI-Fest», «Шодуарівська альтанка», «Медвін», «SAMSKARA», «ГОГОЛЬFEST» та інших.
У 2020-21 роках на ютуб-каналі освітньої платформи Партії Шарія «ЯШАРЮ» вийшло дві лекції російською мовою, записаних Любов'ю Базь. Лекції були підготовані за матеріалами сучасних українських літературознавців та радянських літературознавців, зокрема Наталі Кузякіної. Присвячені лекції були творчості Лесі Українки та Миколи Куліша.

## Літературні проєкти
З кінця 2017 року — лекторка та координаторка літературного блоку фестивалю «Аль Мор», голова журі літературного конкурсу цього фестивалю.
Любов Базь відповідає за лекційну програму та конкурс україномовних оповідань у межах Фентезі-проєкту «Аль Мор». Наразі конкурс проводиться вже чотири роки — 2018, 2019, 2020, 2022. У 2020 та 2022 роках у рамках проєкту також був проведений конкурс фентезійних україномовних поезій. Після оголошення переможців окремо проводяться творчі зустрічі за участі Любові Базь, які підсумовують результати (2019), а впродовж року — тренінги (2020).
Результатом конкурсу фентезі-оповідань «Аль Мор 2020» стала збірка творів «Схід Сонця», упорядницею якої була Любов. Збірку було видано у 2021 році українським видавництвом «Моторний Равлик».
У квітні 2019 року Любов Базь стала учасницею літературно-мистецької резиденції «СпільноART», організованої Ромською Програмою Міжнародного фонду «Відродження». Резиденція проходила у Яремче, Івано-Франківська область. Учасниками резиденції стали 20 молодих письменників, журналістів та митців з різних регіонів України. У 2020 році у Видавництві «Видавництво» вийшла друком збірка оповідань, написаних під час резиденції, а саме «Шлях (до) ромів», в якій у тому числі є оповідання Любові Базь.
З червня 2019 року по липень 2020 року — авторка неформальної літературної спільноти «#Екзистенц_і_я». Видавчиня та відповідальна за випуск редакторка першої збірки оповідань «#Екзистенц_і_ї», а саме «#Екзистенц_і_я. Один літній день», що вийшла друком у вересні 2019 року. Любов Базь брала участь у презентаціях збірки в Києві, Луцьку та Богуславі.
У липні 2020 року збірка «#Екзистенц_і_я. Один літній день» потрапила до другого етапу роботи книжкової премії «Еспресо. Вибір читачів 2020» в Довгий список книжок у номінації «Література для дорослих».
У 2020 році — представниця журі літературного конкурсу «Оцифрована реальність» [Архівовано 23 квітня 2021 у Wayback Machine.].
У 2021 році — одна з авторок та авторів збірки «Агенція Незалежність», спільного проєкту літературного об'єднання «Зоряна фортеця» та видавництва «Навчальна книга — Богдан». Появу збірки було анонсовано на Книжковому Арсеналі 2021, після її виходу до 30-ї річниці Незалежності України відбулася низка презентацій, в тому числі за участі Любові Базь. З-поміж таких — презентація 19 вересня 2021 року у Львові, як частина програми Форуму видавців й 8 грудня 2021 року в Києві, у Книгарні «Є».

## Літературні відзнаки та нагороди
- III премія літературного конкурсу видавництва «Смолоскип» (2013)[79]
- ІІ премія видавництва «Легенда» за рецензію на фентезі-роман Олега Рибалки «Гра в життя» (2017)
- Грант Президента України молодим письменникам для видання підліткового роману «De Profundis» на базі колективного підприємства "Редакція журналу «Однокласник» (2018)[80]
- Окрема допреміальна відзнака літературного конкурсу видавництва «Смолоскип» в номінації «Проза» (2018)[81]
- Відзнака у номінації «Дизайн обкладинки» від «Dnipro-Book-Fest». Базь Любов «De Profundis». Дизайн обкладинки Marina Imbir (Тимошенко Марина) (2019)[82]
- Спецвідзнака на конкурсі оповідань «Love is…» від журналу «Однокласник» та Lucky Academy Int. за оповідання «Сусід по парті» (2019)[83]

### Номінації
- Номінація роману Любові Базь «De Profundis» (КП "Редакція журналу «Однокласник») на Премію Кабінету Міністрів України імені Лесі Українки за літературно-мистецькі твори для дітей та юнацтва (2019)[84][85].

### Авторські твори
- 2003 рік. Перша публікація в газеті «Вікенд», переможиця новорічного конкурсу «Я — Дід Мороз!»
- 2010 рік. Надруковано оповідання «Світ словників» у журналі «Однокласник».
- 2012 рік. Надруковано оповідання «Кульбабки» у журналі «Однокласник».
- 2014 рік. Надруковано оповідання «Лапки» у збірці оповідань-переможців конкурсу «Мі-мі-мі. Наші улюбленці».
- 2017 рік. В Мультимедійному видавництві Стрельбицького вийшов роман «Vivat Academia!»
- 2017 рік. Надруковано оповідання «Зелений» у збірці «Проза кольорів».
- 2017 рік. Надруковано оповідання «Вілла» в альманасі «Питання людяності» [Архівовано 31 березня 2019 у Wayback Machine.].
- 2018 рік. Надруковано оповідання «Якщо подолаєш дракона» у журналі «Однокласник».
- 2018 рік. Надруковано оповідання «Накопичення» у збірці оповідань-переможців конкурсу «Крамничка жахіть. Том 2».
- 2018 рік. Надруковані оповідання «Моє місто», «Відчинена брама», «Гіперсомнія», «Серце» у збірці оповідань-переможців конкурсу «Нова проза».
- 2018 рік. У КП «Редакція журналу „Однокласник“ вийшов друком роман „De Profundis“.
- 2018 рік. Надруковано оповідання „А ти танцюй!“ у збірці „I will survive! Я виживу“.
- 2019 рік. Надруковано оповідання „Її любить лід“ у журналі „Однокласник“.
- 2019 рік. Надруковано оповідання „Зелений“ у збірці „Вузлик на пам'ять. Історії та спогади про бабусю“.
- 2019 рік. Надруковано оповідання „Наполегливість“ у збірці „Екзистенц_і_я. Один літній день“.
- 2019 рік. Надруковано оповідання „Щоденник філологині“ у збірці „Діточок багато“.
- 2019 рік. Надруковано оповідання „Гіперсомнія“ в альманасі „Ступені свободи“ [Архівовано 30 червня 2020 у Wayback Machine.].
- 2019 рік. Надруковано оповідання „Головний інгредієнт“ у збірці „Шодуарівська альтанка. III Всеукраїнський літературний фестиваль“.
- 2020 рік. Надруковано оповідання „Хазяї“ в альманасі „Дивокрай“.
- 2020 рік. Надруковано оповідання „Людина“ в антології „Шлях (до) ромів“ [Архівовано 10 серпня 2020 у Wayback Machine.].
- 2020 рік. Надруковано оповідання „Нічна зміна“ в альманасі „Політ моїх думок“.
- 2021 рік. Надруковано оповідання „Музей пам'яті“ у журналі „Однокласник“.
- 2021 рік. Надруковано оповідання „Вона вигадує казки“ в альманасі „Сузір'я“.
- 2021 рік. Надруковано оповідання „Кілька днів Беатріче“ в альманасі „Візерунки“.
- 2021 рік. Надруковано оповідання „Вир історії“ в альманасі „Зі мною завжди“.
- 2021 рік. Надруковано оповідання „2015. Справа про вибори у Нових Петрівцях“ у збірці „Агенція Незалежність“.

### Переклади з англійської мови на українську
- Стів Альтен. „Мегалодон“ [Архівовано 15 січня 2020 у Wayback Machine.]. — Київ: Сім кольорів, 2018.
- Річ Бернатович, Ігор Лобода. „Blessed Sons. Розділ 1 — Обряд посвяти“ [Архівовано 31 березня 2019 у Wayback Machine.]. — Київ, 2018.
- Дерек Бразелл, Джо Девіс. „Як стати успішним ілюстратором“ [Архівовано 31 березня 2019 у Wayback Machine.]. — Київ: ArtHuss, 2018 (спільно з Тетяною Кривов'яз).
- Філіп Гук. „Галерея пройдисвітів“ [Архівовано 31 березня 2019 у Wayback Machine.]. — Київ: ArtHuss, 2019 (спільно з Павлом Білаком).
- Ґевін Емброуз, Найджел Оно-Біллсон. „Основи. Графічний дизайн 01: Підхід і мова“ [Архівовано 1 квітня 2019 у Wayback Machine.]. — Київ: ArtHuss, 2019 (спільно з Ростиславом Дзюбою та Тетяною Кривов'яз).
- Лорен Шерман, Шанталь Фернандез. „Сексуальність на продаж: Що приховує мереживо «Victoria’s Secret»“ [Архівовано 18 серпня 2025 у Wayback Machine.]. — Київ: #книголав, 2025

### Статті
- Базь Л. О. Хто був поруч, або життя двох // Terra (in)cognita: Сучасна французька література в українських перекладах. – Європейський світ, випуск № 7. — Центр польських та європейських студій НаУКМА, Інститут „Нова Європа“, 2013. — С. 35-40.
- Базь Л. О. „Гра в життя“, або Сходинками першоміфу // Світ Фентезі [Архівовано 24 вересня 2020 у Wayback Machine.]. – 21.11.2017.
- Базь Л. О. Коли розум перемагає зло // День [Архівовано 8 серпня 2018 у Wayback Machine.]. – № 7-8. — 2018.
- Базь Л. О. Дрімучий ліс: Стежка углиб себе // Світ Фентезі [Архівовано 28 вересня 2020 у Wayback Machine.]. – 19.07.2018.
- Базь Л. О. Ієрархія душ: про зраду і смерть у романі Роксолани Сьоми „Світи суміжні“ // Світ Фентезі [Архівовано 9 серпня 2020 у Wayback Machine.]. – 18.03.2019.
- Baz L. Postmodern literature as a psychological mirror of public health // VI International research & training conference „Public health — social, educational and psychological dimensions“. — Lublin: The John Paul II Catholic University at Lublin, 2020. — P. 21-22.
- Базь Л. О. Магія чисел // Схід Сонця. — Київ: Моторний Равлик, 2021. — С. 183—193.
- Базь Л. О. Україна та Польща: посилення міжгрупових культурних зв’язків на тлі повномасштабного вторгнення // Психологія перед лицем російсько-української війни : збірник тез Українсько-польської наукової конференції, 19-20 травня 2023 р., онлайн. – Львів, 2023. — С. 55-57.
- Базь Л. О. Поетична реконструкція прози життя. До 75-річного ювілею Миколи Слюсаревського // Літературна Україна. — № 1–2. — 31 січня 2024. — С. 7.
- Базь Л. О. Алхімік і менестрель // Холодний Яр. — № 1 (66). — Черкаси: 2024. — С. 248-255.
- Baz, L. (2025). Reception of television series characters by school audiences: Methodological and organisational bases of the study. Scientific Studios on Social and Political Psychology, 31(1), 57-64. https://doi.org/10.61727/sssppj/1.2025.57 [86]

## Дослідження суспільної свідомості та освітньої політики
- Імшенецька І., Базь Л., Черниш Л. Стан суспільної свідомості в Україні напередодні повномасштабного російського вторгнення : інформаційний бюлетень. – Київ : Інститут соціальної та політичної психології НАПН України, 2022. – 78 с. – Режим доступу.
- Чуніхіна С., Базь Л., Черниш Л. Стан суспільної свідомості в Україні під час повномасштабного російського вторгнення [Електронний ресурс] : інформаційний бюлетень (березень 2024 р.) / Інститут соціальної та політичної психології НАПН України, Асоціація політичних психологів України. – Кропивницький : Імекс-ЛТД, 2024. – 92 с. – Режим доступу.
- Слюсаревський М., Чуніхіна С., Базь Л., Черниш Л. Проблеми освітньої галузі у дзеркалі громадської думки [Електронний ресурс] : інформаційний бюлетень (жовтень 2024 р.) / Інститут соціальної та політичної психології НАПН України, Асоціація політичних психологів України. – Кропивницький : Імекс-ЛТД, 2024. – 43 с. – Режим доступу.
- Чуніхіна С., Імшенецька І., Базь Л. Оцінка міським населенням України поточної соціально-економічної та політичної ситуації [Електронний ресурс] : інформаційний бюлетень (липень 2024 р.) / Інститут соціальної та політичної психології НАПН України, Асоціація політичних психологів України. – Кропивницький : Імекс-ЛТД, 2024. – 32 с. – Режим доступу.
- Чуніхіна С., Базь Л., Гриценок Л., Імшенецька І., Черниш Л. Динаміка стану суспільної свідомості в Україні під час повномасштабного російського вторгнення [Електронний ресурс] : інформаційний бюлетень (березень 2025 р.) / Інститут соціальної та політичної психології НАПН України, Асоціація політичних психологів України. – Київ : Інститут соціальної та політичної психології НАПН України, 2025. – 96 с. – Режим доступу.

## Відгуки та рецензії на творчість
- Олеся Далебіга. „Vivat Academia!“ — відбулася презентація книги випускниці НаУКМА Любові Базь» [Архівовано 14 лютого 2022 у Wayback Machine.]. — Сайт НаУКМА, 2017.
- Ната Гриценко. «„Vivat Academia!“: Магічні візерунки на тлі апокаліпсису» [Архівовано 25 вересня 2020 у Wayback Machine.]. — Журнал «Світ Фентезі», 2017.
- БараБука. «Журнал „Однокласник“ видасть технофентезі для підлітків» [Архівовано 5 серпня 2020 у Wayback Machine.]. — BaraBooka, 2018.
- БараБука. «Перші книжки 2019 року» [Архівовано 5 листопада 2021 у Wayback Machine.]. — BaraBooka, 2019.
- Анатолій Пітик, Катерина Пітик. «Першій гравчині приготуватися» [Архівовано 3 липня 2020 у Wayback Machine.]. — Український Журнал, № 3, 2019.
- Святослав Півень. «„De Profundis“: Оповіді з глибини» [Архівовано 30 червня 2020 у Wayback Machine.]. — Журнал «Світ Фентезі», 2019.
- Клуб любителів україномовної фантастики. «Книжковий Арсенал — 2019: Невидимі сусіди» [Архівовано 5 липня 2020 у Wayback Machine.]. — Сайт Клубу любителів україномовної фантастики, 2019.
- «De Profundis» Любові Базь [Архівовано 2 липня 2020 у Wayback Machine.]. — Книжкові посиденьки юа, 2019.
- Татьяна Сидорова. «Vivat Academia!» и выживание человечества [Архівовано 2 липня 2020 у Wayback Machine.]. — LiveLib, 28.05.2020.
- Лариса Дубас. Невигадані світи Любові Базь [Архівовано 3 грудня 2020 у Wayback Machine.]. — Бібліосвіт (75) № 3, 2020.
- Тетяна Непипенко. Любов Базь «De Profundis». — 2023: «Читай - онлайн журнал про книги та літературу / Читай».
- Анна Сєдих. De Profundis: підліткове фентезі про пошук ідентичності. — 2023: «Журнал "Золота Пектораль"».
- Катерина Чепурко. De Profundis: Історія становлення. — 2023: «Буквоїд».
- Сергій Рачинський. Огляд на роман "De Profundis" Любові Базь. — 26.10.2024: АРКУШ.